# Hubert Juin
Hubert Juin (Pseudonym von Hubert Loescher, * 5. Juni 1926 in Athus (Aubange) im belgischen Lothringen; † 3. Juli 1987 in Paris) war ein französischsprachiger, wallonisch-belgischer Schriftsteller, Lyriker, Essayist und Literaturkritiker.

## Werke

### Romane
- Les Bavards, Paris, Ed. du Seuil, 1956, ISBN 978-2871321705.
- Les Hameaux (Les sangliers, La cimenterie, Chaperon rouge, Le repas chez Marguerite, Les trois cousines), Verviers, Marabout, 1978.
- Les sangliers, Bruxelles, Labor, 1991, ISBN 9782804006280.

### Gedichte
- Les Guerriers du Chalco, Paris, Belfond, 1976, ISBN 978-2714410634.
- La Destruction des remparts, Paris, Belfond, 1987.

### Essays
- Pouchkine, Paris, Éd. Seghers, 1956.
- Aimé Césaire, poète noir, Paris-Dakar, Présence Africaine, 1956.
- Léon Bloy, Paris, Éd. la Colombe, 1957.
- Joë Bousquet, Parid Éd. Seghers, en collaboration avec Suzanne André et Gaston Massat, 1958.
- Louis Aragon, Paris, Éd. Gallimard, 1960.
- Chronique sentimentale, Paris, Éd. Mercure de France, 1962.
- Les libertinages de la raison, Paris, Éd. Belfond, 1968.
- Les incertitudes du réel, Bruxelles, Sodi, 1968.
- Charles Van Lerberghe, Paris, Éd. Pierre Seghers, 1969.
- 369 Edition spéciale, Paris, 1970.
- Charles Nodier, Paris, Éd. Seghers, 1970.
- Écrivains de l'avant-siècle, Paris, Pierre Seghers, 1972.
- Jules Barbey d'Aurevilly, Paris, Éd. Seghers, 1974.
- André Hardellet, Paris, Éd. Seghers, 1975.
- Victor Hugo (prix quinquennal de l'essai de la Communauté française de Belgique 1986)